# Bordado yugoslavo

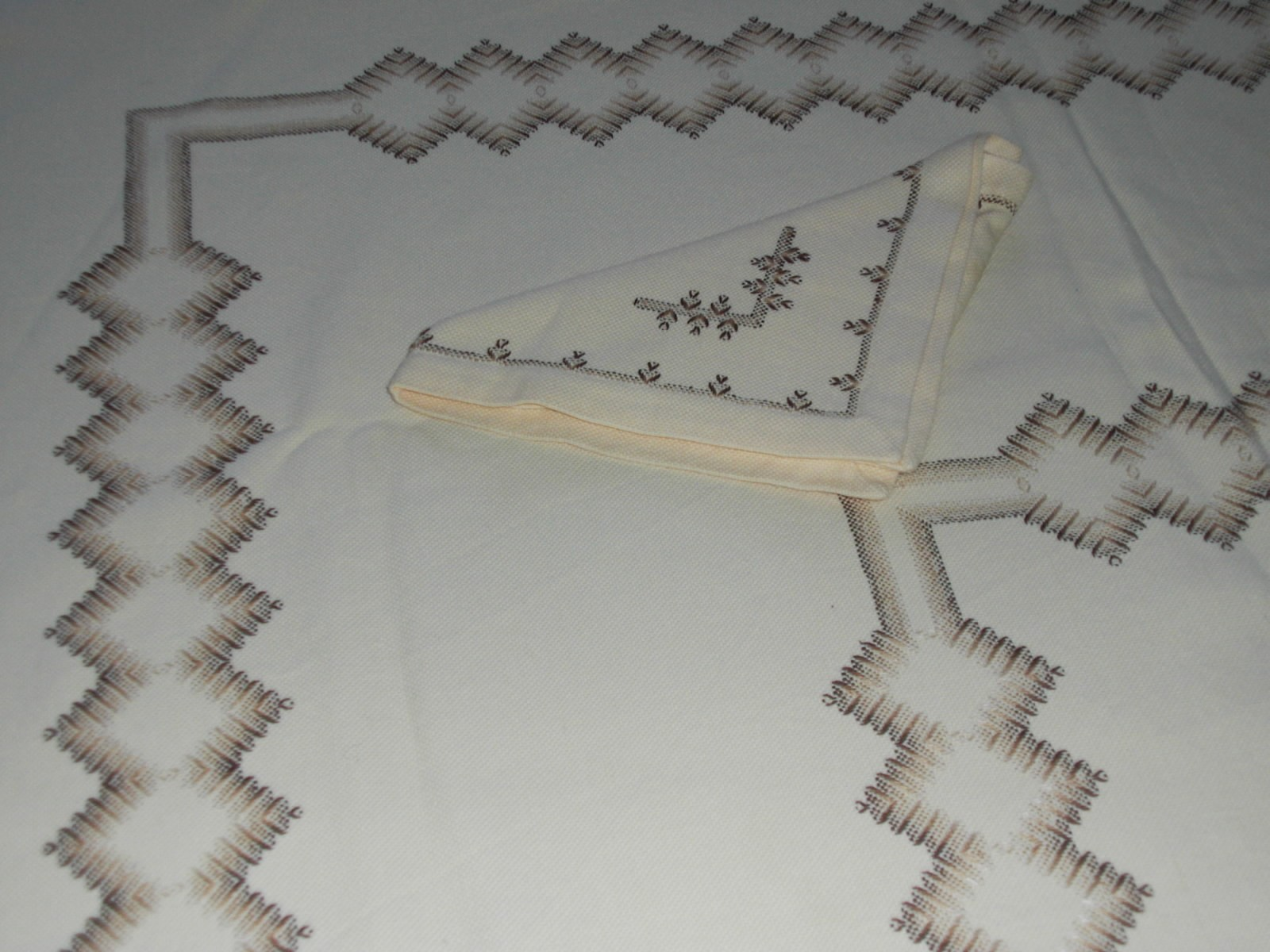
Mantelería a punto yugoslavo.

El bordado yugoslavo, originario de Yugoslavia, es un bordado muy conocido en España y Portugal, el cual muestra característicos motivos geométricos. Es deslumbrante su sencillez y suele ser uno de los primeros tipos de bordado en aprender. Se suele ver en mantelerías y demás ropa de hogar.

## Origen y tradición

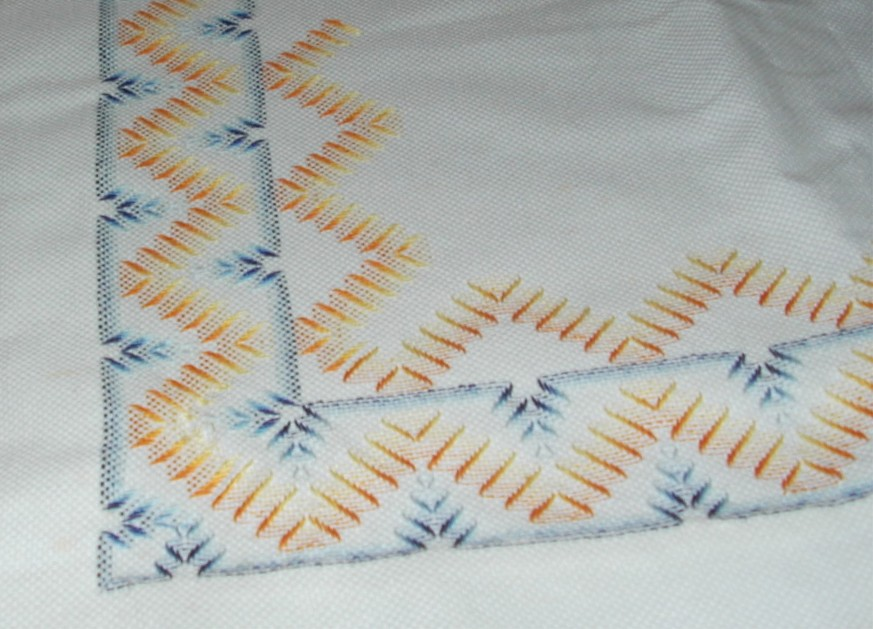
Esquina de una mantelería. En este bordado, nótese la importancia del juego de colores.

Este punto era utilizado en los trajes tradicionales de Yugoslavia. Primaba en los puños, faldas y cuellos de las jóvenes, dándoles un aire alegre debido a sus vistosos colores. De ahí, se extendió por toda Europa, y en la actualidad goza de merecida fama entre las bordadoras españolas y portuguesas. Pero en estos países no tuvo éxito el utilizarlos como ornamentos dentro de la vestimenta, por lo que, en poco tiempo, se acabó por tomar la técnica yugoslava pero aplicando estos motivos a la ropa de hogar: fundamentalmente, en las mantelerías.
Así mismo, la tradición española y portuguesa de este punto precisa una tela de panamá. A partir de ella, se pasa el hilo a través de la propia trama de la tela. Ello ofrece un óptimo acabado: la labor carece de revés en los tejidos de alta calidad. (En el apartado siguiente se explicará con mayor detenimiento el proceso.) A pesar de las ventajas que ofrece esta posibilidad, varias publicaciones españolas dan la alternativa de trabajar en tela aida, pero como no es imposible seguir su entramado, se procede a utilizar los puntos libres (agujeros) del tejido. Ello conlleva serios problemas, el más importante, que se hace necesario el uso de nudos, que empeoran la calidad del trabajo. Otro contratiempo es la aparición de un revés, que es preferible suprimir.

## Cómo se hace
Ya que se considera un capricho el hacer nudo, simplemente se desliza la aguja enhebrada a través se la trama del tejido, según indica el desarrollo del esquema. Pero esto, aunque parezca incorrecto, no tiene inconveniente si se hace con cuidado: la tensión normal de la tela impide que la labor se deshaga. Dicho esto, se continua la labor como muestren las explicaciones de la labor a realizar. Esta regla se aplica a todas los hilos que constituyen el motivo del bordado. El rastro del hilo puede describir dos motivos:
- Una línea recta, siguiendo siempre el mismo hilo de la tela; o
- Asas, que se desvían de la recta en sentido perpendicular. Generalmente, esto produce las características Palmas (véase la imagen) u ondas.

Consejo especial para centrar la labor. Como para algunos es especialmente difícil esta cuestión, aquí se resulve del siguiente modo: Se dobla el lado de la tela por el que se quiera empezar por la mitad, y desde ahí, se comienza a bordar con el primer hilo tomando la correspondiente mitad del dibujo. De ahí, se sigue hasta la esquina, donde se concluye. Se repite esta operación hasta acabar con el primer hilo. A partir de ahí, se sigue con el resto hasta acabar la labor.

## Materiales recomendados

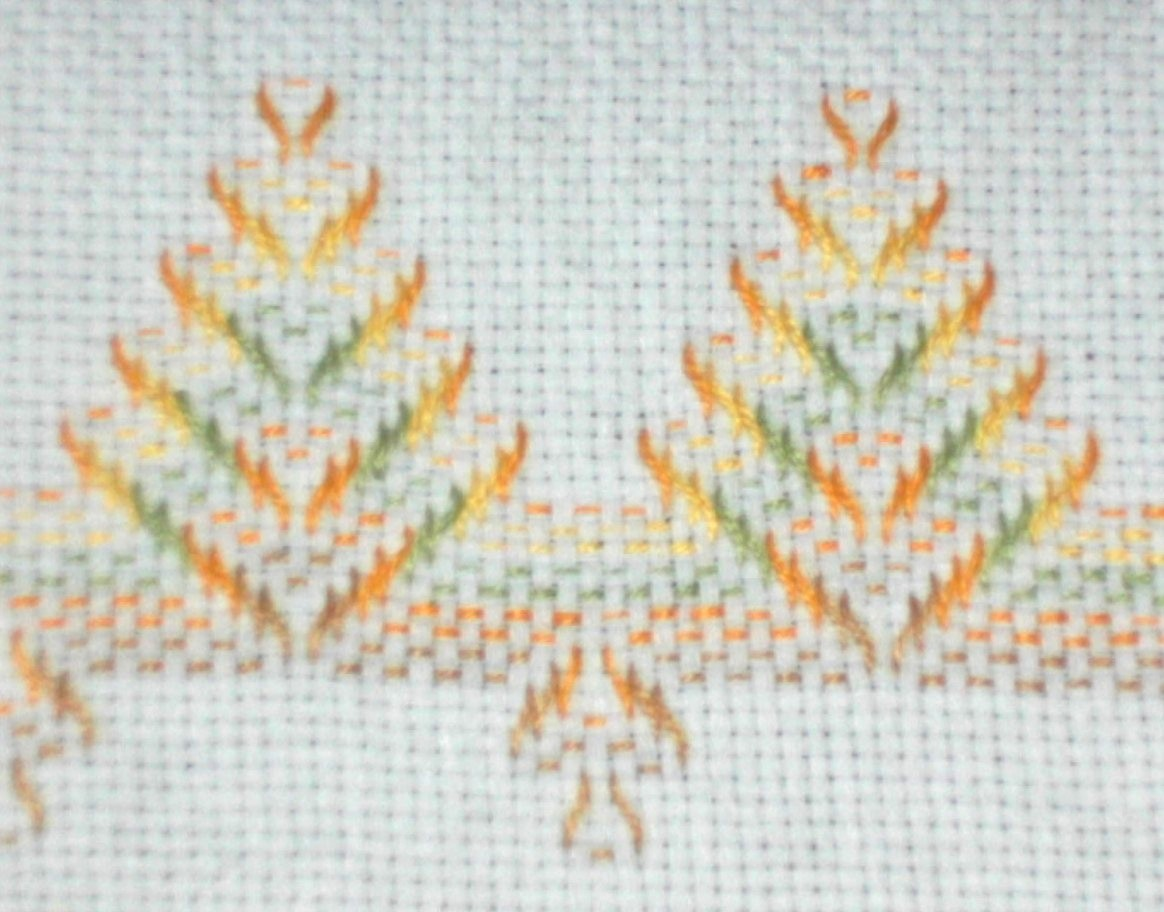
Palma de varias alturas.

En todo lo referente a las labores (encaje, costura, bordado, etc.) se suelen preferir una serie de materiales antes que otros por su resistencia, textura o acabado.
- Telas. Como se ha aclarado, el punto yugoslavo se puede bordar tanto en telas de panamá como en aida. Preferiblemente se suelen utilizar de algodón, porque el poliéster o el acrílico no tienen una textura adecuada. En cuanto al color, se usa recurrentemente el blanco, aunque también se emplean tonos crudos. En los modelos más futuristas se empiezan a utilizar los colores cálidos, como rojo o naranja, para que el juego de colores sea todavía mayor.
- Hilos. Se realiza, unánimemente, el hilo de Mouliné, que es de algodón en su totalidad y que las mejores marcas suelen tener en un amplio catálogo de colores.
- Agujas. Se aconsejan las agujas largas, porque la labor avanza con mayor rapidez, aunque no hay unas directrices trazadas.

## Usos
Por su sencillez y vistosidad, el punto yugoslavo es usado, como ya se aclaró, fundamentalmente en ropa de hogar. Hay impresionantes mantelerías con originales juegos de colores o simplemente, con una única gama de color. También, multitud de paños y tapetes de cualquier tamaño. Otra alternativa interesante, sería un juego de cubretoallas o como entredós en las toallas. A pesar de que la mayoría de los esquemas son motivos continuos, surgieron algunos abecedarios, posiblemente por imitación a los del punto de cruz.
- Datos: Q8250840